# Dorcadion funestum
Dorcadion funestum là một loài bọ cánh cứng trong họ Cerambycidae.